# Henicześk (1984)
Henicześk (ukr. Генічеськ) – trałowiec redowy projektu 1258E Marynarki Wojennej Ukrainy, były radziecki RT-214. Spotykana jest też transkrypcja nazwy: „Geniczesk”.

## Historia
Okręt był jedną z ostatnich zbudowanych jednostek z długiej serii 92 radzieckich trałowców redowych projektu 1258 (typu Korund). Należał do 40 jednostek eksportowej odmiany tego projektu 1258E, której trzy ostatnie okręty zostały przejęte przez marynarkę ZSRR. Został zbudowany w Stoczni Środkowonewskiej (ros. Sriednie-Niewskij Sudostroitielnyj Zawod) w Leningradzie, pod numerem budowy 153. Został zwodowany 23 marca 1984 roku. 10 lipca 1985 roku wcielono go w skład Floty Czarnomorskiej jako RT-214. Po rozpadzie ZSRR, w ramach podziału Floty Czarnomorskiej trałowiec przejęła Ukraina. Do Marynarki Wojennej Ukrainy jednostkę wcielono w marcu 1996 roku i przemianowano na „Henicześk”. Nazwa okrętu pochodziła od miasta Geniczeska w obwodzie chersońskim. Jednostce nadano numer burtowy U360.

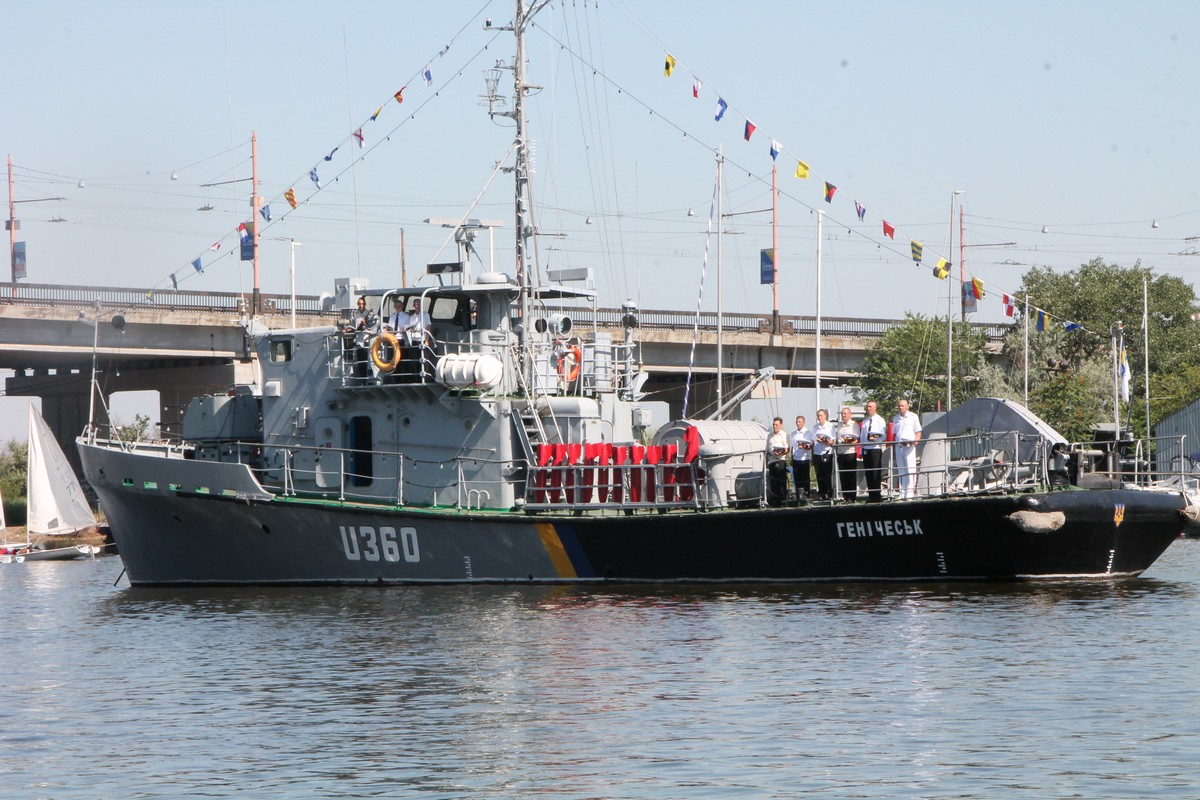
„Henicześk” w 2016

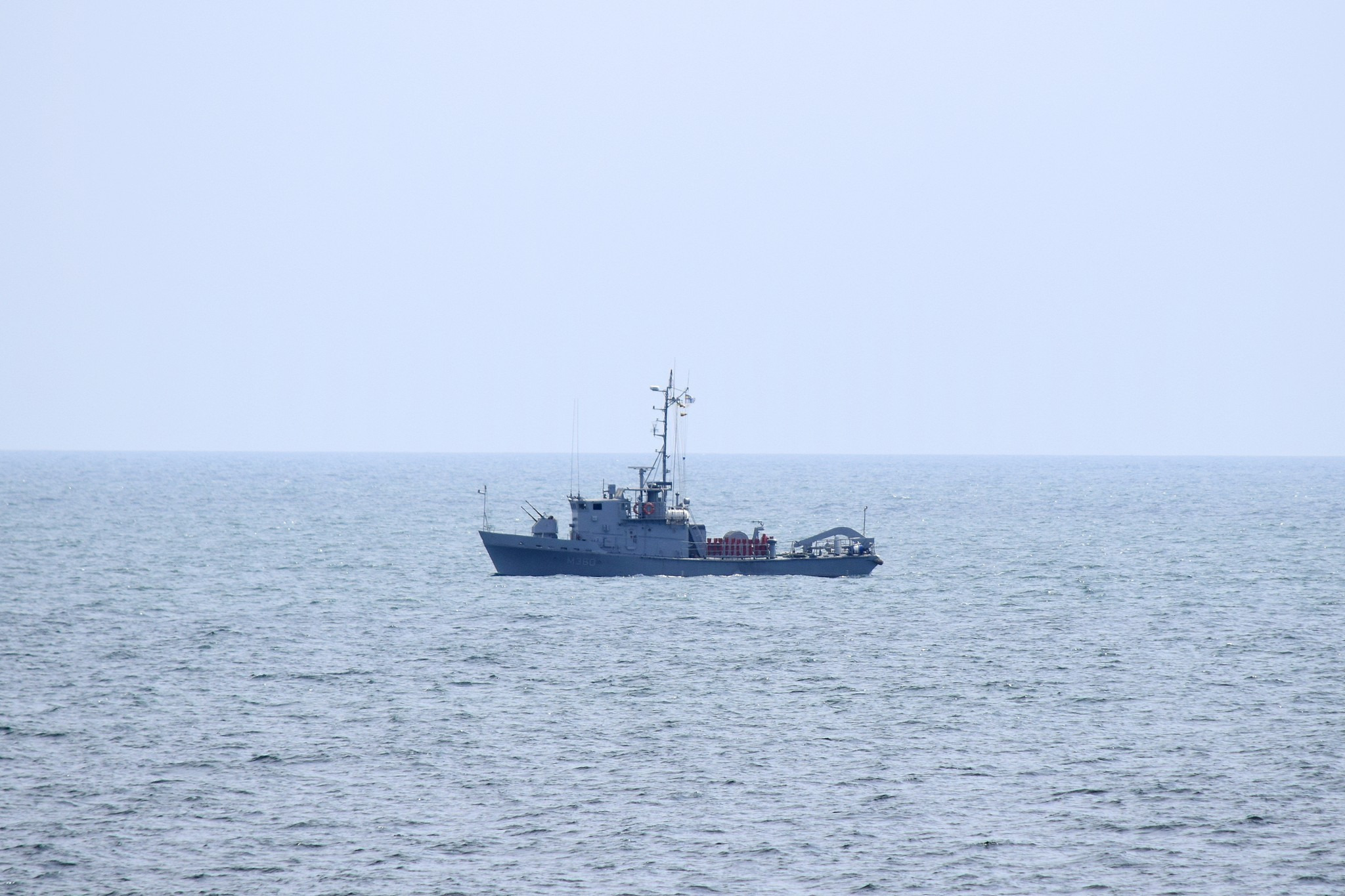
„Henicześk” w 2018 roku

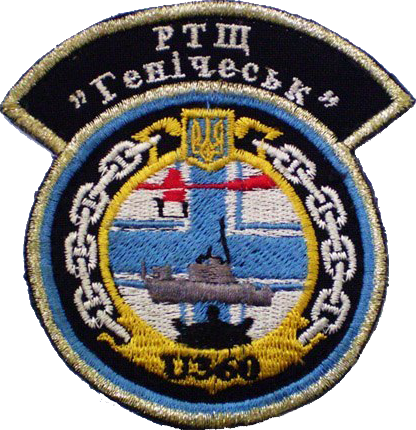
Symbol trałowca „Henicześk”

## Dane taktyczno-techniczne
Wyporność okrętu wynosiła 96,7 tony, długość 29,13 metra, a zanurzenie 1,38 metra. Napęd główny stanowiły dwa silniki wysokoprężne 3D13 o mocy 300 KM każdy. Napędzały one dwie śruby o stałym skoku w dyszach. Napęd pomocniczy stanowił jeden silnik wysokoprężny K-757 o mocy 80 KM. Energię elektryczną zapewniały dwa generatory wysokoprężne o mocy 50 kW każdy. „Henicześk” rozwijał prędkość 12 węzłów. Na uzbrojenie składały się: 2 działka plot. kalibru 25 mm 2M-3M (jedno podwójne stanowisko); 2 wyrzutnie rakiet przeciwlotniczych bliskiego zasięgu MTPU-4; 12 bomb głębinowych. Wyposażony był w różne rodzaje trałów.

## Służba
23 marca 2009 roku trałowiec świętował 25-lecie wodowania. Do 2013 roku okręt stacjonował w Odessie, a następnie został przeniesiony do 5. Brygady Okrętów Nawodnych na jeziorze Donuzław. W lutym 2014 roku, Rosjanie rozpoczęli aneksję Krymu. „Henicześk” został zablokowany na jeziorze Donuzław, lecz próbował się przedrzeć przez rosyjską blokadę. Żadna z prób nie została zwieńczana sukcesem. Nad ranem 24 marca rosyjska grupa abordażowa zdobyła trałowiec. Okręt zwrócono Ukrainie 20 maja 2014 roku. Po 2014 roku „Henicześk” był jedynym ukraińskim okrętem przeciwminowym. W 2020 roku jednostka uczestniczyła w ćwiczeniach "Wspólne Wysiłki 2020" razem z kutrem desantowym „Swatowe” i transportowcem „Horliwka”. 1 kwietnia 2021 roku trałowiec przybył na teren stoczni „Mykołajiwśkyj sudnobudiwnyj zawod” na pierwszy od wielu lat remont dokowy (razem z trałowcem przybył patrolowiec „Priłuki”). 10 kwietnia 2021 roku okręty wprowadzono do doku. Następnie 30 lipca 2021 roku, po wykonaniu prac remontowych okręty zwodowano. Podczas remontu odnowiono: poszycie; pokład; kadłub i nadbudówki. Napęd, ster i zbiorniki zostały odrestaurowane. Podczas inwazji Rosji na Ukrainę okręt został zatopiny przez lotnictwo rosyjskie między lutym a sierpniem 2022 roku.